# Ванин, Дмитрий Ефимович
Дмитрий Ефимович Ванин (1928—2014) — советский работник сельского хозяйства и учёный, Герой Социалистического Труда, доктор экономических наук, профессор, академик Российской академии естествознания (1987).
Автор более 200 научных работ по вопросам экономики и организации сельскохозяйственного производства, включая монографии, а также ряда изобретений.

## Биография
Родился 6 сентября 1928 года в селе Щеголёк Беловского района Курской области.
В 1952 году окончил Харьковский сельскохозяйственный институт (ныне Харьковский национальный аграрный университет имени В. В. Докучаева). Сразу начал трудовую деятельность главным агрономом Лукашёвской машинно-тракторной станции, затем трудился агрономом в колхозе «Родина Хрущёва» села Калиновка Хомутовского района. 7 декабря 1957 года Указом Президиума Верховного Совета СССР за успехи в деле развития сельского хозяйства и получение высоких показателей по производству продуктов сельского хозяйства ему было присвоено звание Героя Социалистического Труда с вручением ордена Ленина и золотой медали «Серп и Молот».
В 1961 году Дмитрий Ванин перешёл на преподавательскую работу, работал доцентом кафедры растениеводства, заведующим кафедрой экономики, деканом агрономического факультета Курского сельскохозяйственного института (ныне Курская государственная сельскохозяйственная академия). В 1963 году защитил кандидатскую диссертацию на тему «Вопросы экономического обоснования рациональной структуры посевных площадей», а в 1970 году — докторскую диссертацию на тему «Экономика и организация производства фабричной сахарной свеклы в РСФСР».
В 1974 году Д. Е. Ванин был назначен директором Научно-исследовательского института земледелия и защиты почв от эрозии, находящегося в Курске. В 1981 году институт был преобразован во Всесоюзный НИИ, а Дмитрий Ефимович Ванин оставался его руководителем до 1989 года. С 1989 года он работал заместителем директора по научной работе Курского научно-исследовательского института агропромышленного производства и профессором кафедры организации и предпринимательства агропромышленного комплекса Курской сельскохозяйственной академии. С октября 2007 года Дмитрий Ванин являлся членом партии «Единая Россия».
Кроме ордена Ленина был награждён медалями, в числе которых «За трудовую доблесть» (1979). Удостоен звания «Заслуженный деятель науки РФ» (1999).
Умер 29 марта 2014 года в Курске. Был похоронен на Северном кладбище города.
В Курской сельскохозяйственной академии создана Аллея Славы, где имеется имя Дмитрия Ефимовича Ванина.